# Paula Francis
Paula Francis é uma apresentadora de televisão do canal KLAS-TV de Las Vegas, Nevada. Participou de 15 episódios do seriado CSI.